# Silnice II/280

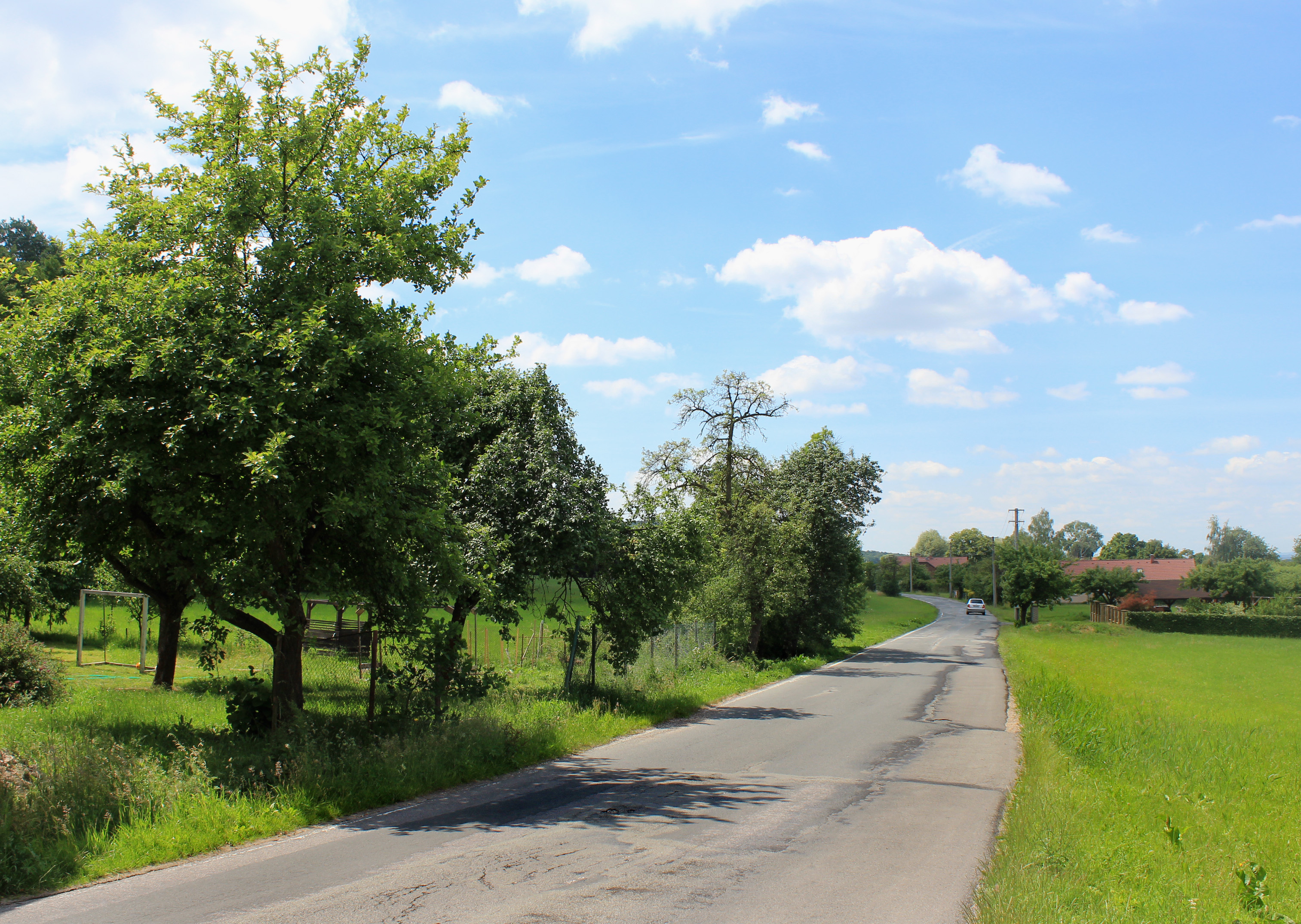
Průjezd Čížovkami

Silnice II/280 je silnice 2. třídy v Středočeském kraji a Královéhradeckém kraji, která spojuje Židněves a Sukorady. Prochází okresy Mladá Boleslav a Jičín. Její celková délka je 53 km.

## Vedení silnice
Okres Mladá Boleslav 
- Židněves
  - vyústění z I/16
- Domousnice

Okres Jičín
- Dětenice
- Libáň
- Kopidlno
- Slavhostice
- Smidary
- Sukorady
  - zaústění do II/326